# Joan-Lluís Lluís

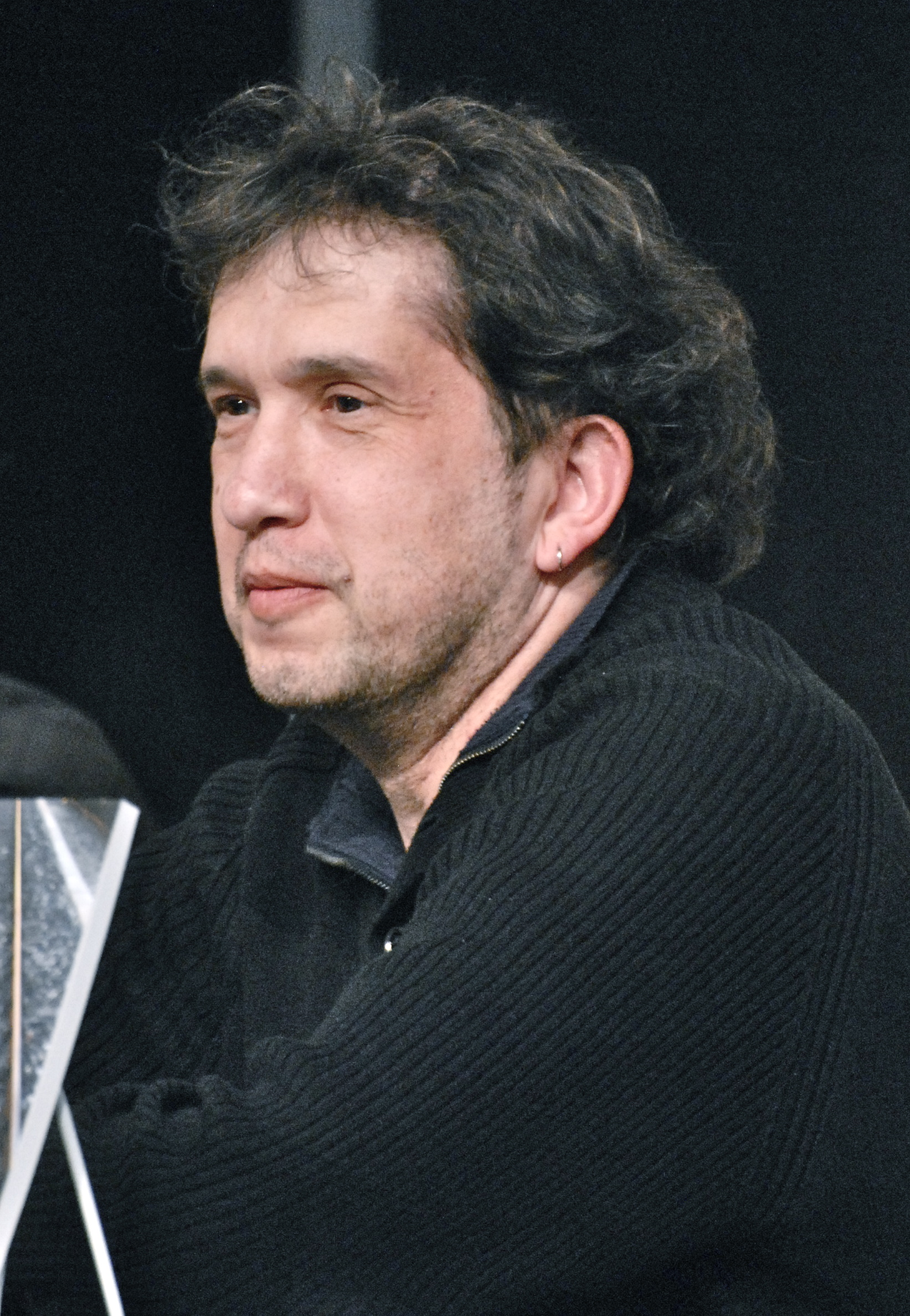
Joan-Lluís Lluís auf der kanadischen Buchmesse Salon international du livre de Québec 2012

Joan-Lluís Lluís (* 1963 in Perpignan, Frankreich) ist ein französisch-nordkatalanischer Schriftsteller und Journalist.

## Leben und Werk
Joan-Lluís Lluís lebt in Barcelona und ist seit 1987 journalistisch für die katalanische Zeitung El Punt tätig. Seit 1993 schreibt Lluís Romane in katalanischer Sprache und setzt sich aktiv für den Erhalt und die Stärkung der Stellung der katalanischen Sprache ein. Mit dem Musiker Pascal Comelade verfasste er 1998 das Manifest revulsista nord-català.
Lluís' Romane sind überwiegend im Verlag La Magrana in Barcelona erschienen. Des Weiteren ist er der Autor des Sachbuches Conversa amb el meu gos sobre França i els francesos (Unterhaltung mit meinem Hund über Frankreich und die Franzosen, 2002) und des Diccionari dels llocs imaginaris dels Països Catalans (Wörterbuch der imaginären Orte der Katalanischen Länder, 2006), in dem er in 627 Artikeln die „Geografie des Imaginären“ anhand ihrer Beschreibung in der Literatur festhält.
Auf der Frankfurter Buchmesse im Jahr 2007 vertrat Lluís das Institut Ramon Llull für das Gastland der Messe, Katalonien.
Ins Deutsche ist bisher keines seiner Werke übersetzt.

## Auszeichnungen
- 2003: Premi Joan Coromines der Coordinadora d'Associacions per la Llengua catalana (CAL) de la CAL für Conversa amb el meu gos sobre França i els francesos
- 2004: Joan-Crexells-Preis für El dia de l’ós[2]
- 2009: Premi Crítica Serra d'Or de Literatura i Assaig für Aiguafang
- 2010: Premi Nacional President Lluís Companys
- 2017: Premi Sant Jordi de novel·la für Jo sóc aquell que va matar Franco

## Werke
- Els ulls de sorra. La Magrana, Barcelona 1993, ISBN 84-7410-692-3 (Titelübersetzung: Sandaugen).
- Vagons robats. La Magrana, Barcelona 1995, ISBN 84-7410-860-8.
- Cirera. La Magrana, Barcelona 1996, ISBN 84-7410-933-7.
- El crim de l'escriptor cansat. La Magrana, Barcelona 1999, ISBN 84-8264-254-5 (Titelübersetzung: Das Verbrechen des müden Schriftstellers).
- Conversa amb el meu gos sobre França i els francesos. La Magrana, Barcelona 2002, ISBN 84-8264-412-2 (Essaysammlung).
- El dia de l'ós . La Magrana, Barcelona 2004, ISBN 84-7871-199-6 (Titelübersetzung: Der Tag des Bären).
- Pascal Comelade i Arsène Lupin, les proves irrefutables d'una enginyosa mistificació. Mare Nostrum, Perpignan 2005, ISBN 2-908476-41-X.
- Diccionari dels llocs imaginaris dels Països Catalans. RBA, 2006, ISBN 978-84-7871-430-8.
- Aiguafang. La Magrana, Barcelona 2008, ISBN 978-84-9867-255-8.
- Xocolata desfeta, exercicis d'espill. La Magrana, Barcelona 2010, ISBN 978-84-8264-031-0.
- A cremallengua. Elogi de la diversitat lingüística. Pròleg de Matthew Tree. Viena, Barcelona 2011, ISBN 978-84-8330-662-8.
- Les cròniques del déu coix (ed. Proa, Barcelona, 2013, ISBN 978-84-7588-423-3). Premi Lletra d'Or.
- El navegant (ed. Proa, Barcelona, 2016, ISBN 978-84-7588-633-6).